# جين دونلاب
جين دونلاب (بالإنجليزية: Gene Dunlap)‏ هو مغني أمريكي، ولد في 19 يونيو 1954 في ديترويت في الولايات المتحدة.

## وصلات خارجية
- جين دونلاب على موقع ميوزك برينز (الإنجليزية)
- جين دونلاب على موقع أول ميوزيك (الإنجليزية)
- جين دونلاب على موقع ديسكوغز (الإنجليزية)